# Marc-Armand Lallier

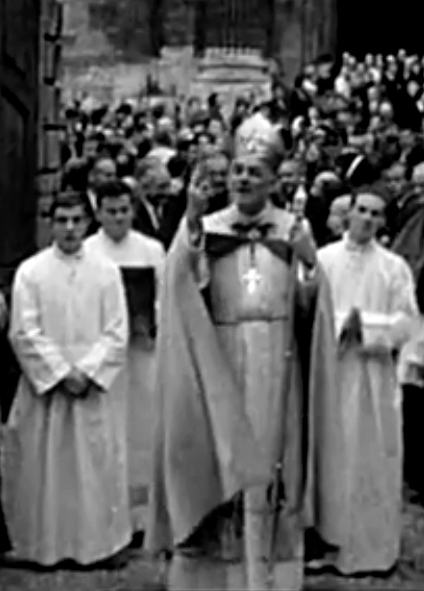
Marc-Armand Lallier (Mitte)

Marc-Armand Lallier (* 3. Dezember 1906 in Paris; † 11. Januar 1988 ebenda) war ein französischer römisch-katholischer Bischof. Zuletzt amtierte er von 1966 bis zu seinem Rücktritt 1980 als Erzbischof von Besançon.

## Leben
Lallier absolvierte 1923 das Abitur am Lycée Condorcet und engagierte sich bei den Pfadfindern. Nach seinem Wehrdienst trat er 1927 in das Priesterseminar Saint-Sulpice ein und empfing am 29. Juni 1932 die Priesterweihe durch Jean Kardinal Verdier, seinerzeit Erzbischof von Paris. Direkt nach der Weihe wurde er zum Rektor des Seminars Saint-Sulpice berufen. 1936 wurde er Kaplan in der Studentensiedlung Cité Internationale Universitaire de Paris. Während des Zweiten Weltkrieges war Lallier Superior des kleinen Seminars von Paris und schützte unter anderem den damaligen Schüler Jean-Marie Lustiger vor nationalsozialistischer Verfolgung. Während einer Razzia im Mai 1941, bei der auch jüdische Kinder verhaftet werden sollten, bat die Studentin und Widerstandskämpferin Germaine Ribière Lallier, diese Kinder in den Seminarräumen unterzubringen. Lallier erklärte, dass er Ribières Aktivitäten unterstütze, jedoch die kirchlichen Seminare überfüllt seien.
Papst Pius XII. ernannte ihn am 26. September 1949 zum Bischof von Nancy-Toul. Die Bischofsweihe spendete ihm am 28. Oktober desselben Jahres Maurice Feltin, Erzbischof von Paris; Mitkonsekratoren waren Jean-Julien Weber, Bischof von Straßburg, und Robert Picard de La Vacquerie, Almosenier der Truppen in der Französischen Besatzungszone. Lallier wurde am 28. September 1956 zum Erzbischof von Marseille berufen. Von 1962 bis 1965 nahm er als Konzilsvater am Zweiten Vatikanischen Konzil teil.
Papst Paul VI. ernannte ihn am 26. August 1966 zum Erzbischof von Besançon. Von Juni 1971 bis Januar 1972 war Marc-Armand Lallier zusätzlich Apostolischer Administrator seines alten Bistums Nancy-Toul. Ab Oktober 1977 forcierte er die Schaffung eines neuen Bistums, da die Zahl der Katholiken im Erzbistum Besançon wuchs. Dies führte zur Errichtung des Bistums Belfort-Montbéliard durch Papst Johannes Paul II. am 3. November 1979.
Johannes Paul II. nahm am 6. März 1980 sein Rücktrittsgesuch an. Lallier zog sich in seine Heimatstadt Paris zurück, wo er im Januar 1988 starb. Er wurde in der Kathedrale von Besançon beigesetzt.